# Hasemania nana
El Hasemania nana es una especie de peces de la familia Characidae, también conocido como Tetra Cobre por su color principal. Pertenece orden de los Characiformes, y es muy apreciado para la Acuariofilia debido a su temperamento y morfología.

## Morfología
Son peces generalmente de forma alargada, pudiendo alcanzar 5 centímetros de largo.
Los machos pueden llegar alcanzar los 2,7 cm de longitud total. Su aleta dorsal es alta y delgada, mientras que sus aletas laterales son largas pero cortas de altura, y se ubican en la parte baja de su cuerpo. Es además, uno de los pocos carácidos que carece de aleta adiposa. En cuanto a su coloración, es un cobrizo bastante dorado (que mejora notablemente si sus requerimientos de agua son cumplidos). Sus rasgos principales son las coloraciones blancas que rematan las puntas de sus aletas, y la línea negra que marca su cuerpo por la mitad.

## Dimorfismo sexual
Aunque no posee un dimorfismo sexual tan claro como otras especies, el macho suele ser un poco más grande que la hembras. Además, estas últimas son más pálidas que los machos, y tienen la punta de su aleta anal dorada, la cual es blanca en los machos.

## Hábitat
Vive en zonas de clima tropical entre 22 °C - 28 °C de temperatura.

## Distribución geográfica
Se encuentran en Sudamérica:  cuenca del río São Francisco (Minas Gerais, Brasil).

### Escritas
- Helfman, G., B. Collette y D. Facey: The diversity of fishes. Blackwell Science, Malden, Massachusetts, Estados Unidos , 1997.Tervuren, Flandes; y ORSTOM, París, Francia. Vol. 2.
- Moyle, P. y J. Cech.: Fishes: An Introduction to Ichthyology, 4a. edición, Upper Saddle River, Nueva Jersey, Estados Unidos: Prentice-Hall. Año 2000.
- Nelson, J.: Fishes of the World, 3a. edición. Nueva York, Estados Unidos: John Wiley and Sons. Año 1994.
- Wheeler, A.: The World Encyclopedia of Fishes, 2a. edición, Londres: Macdonald. Año 1985.

### En internet
- ITIS (en inglés)
- AQUATAB.NET
- Atlas Dr. Pez
- El alquimista de los acuarios